# Herman Keil
Herman Keil (* 13. Januar 1889 in Darmstadt; † 21. August 1964 in Karlsruhe) war ein deutscher Architekt, Grafiker, Holzschneider, Maler und Hochschullehrer.

## Leben und Werk
Herman Keil erwarb im Jahre 1907 das Abitur in Mainz. Nach dem Abitur besuchte er die Malschule von Adolf Beyer in Darmstadt. Von 1909 bis 1912 studierte er Archäologie, Kunstgeschichte, Philosophie und Sprachen an der Ludwig-Maximilians-Universität München. Im Jahr 1912 promovierte Keil zum Dr. phil. mit einer kunstgeschichtlichen Dissertation über „Ornamentik des 18. Jahrhunderts“. Gleichzeitig studierte er an den Malschulen von Richard Exter und Ludwig Heinrich Jungnickel in Frankfurt am Main.
Nach dem Studium arbeitete er als Wissenschaftlicher Assistent am kunstwissenschaftlichen Institut der Justus-Liebig-Universität Gießen. In den Jahren 1913 und 1914 lebte und studierte er in Paris. Während des Ersten Weltkriegs war Keil 3¾ Jahre Soldat. Im Jahr 1919 war er Mitbegründer der Darmstädter Sezession. Von 1919 bis 1921 (nach anderen Angaben von 1919 bis 1924) lebte und arbeitete Keil in Ettal, ab dem Jahr 1922 (nach anderen Angaben ab 1924) in Frankfurt am Main. Von 1932 bis 1935 arbeitete er als Architekt und Gartenarchitekt in Paris und Tours. Danach arbeitete er unter anderem als Architekt in Deutschland.
Von 1942 bis 1944 lehrte Keil am Staatstechnikum Karlsruhe. Nach dem Zweiten Weltkrieg lehrte er an der Werkkunstschule Darmstadt, danach Kunstgeschichte an der Staatlichen Akademie der Bildenden Künste Karlsruhe. Im Jahr 1953 wurde Keil zum Professor ernannt.
Keils Œuvre gehört zum Spätexpressionismus. In seinen Holzschnitten nahm er zu politischen Themen seiner Zeit Stellung.

## Ausstellungen, Galerien, Museen (Auswahl)
- Niobiden (1914).
- Kosmos (1918).
- Mädchenporträt (1918).
- Ab dem Jahr 1919 beschickte er Ausstellungen der Darmstädter Sezession.
- Mappe „Eros“ (6 Linoleumschnitte) (1919).
- Bayrische Berge (1922).
- Hohes Haus (1924).
- Schießbude (1924).
- 3 Holzschnitte in Kasimir Edschmid: „Rede an einen Dichter“ (1924).
- 1 Holzschnitt in der Mappe der Darmstädter Sezession.